# Darine Hamze
Darine Hamzé (arabe : دارين حمزة) (née le 5 juillet 1978 à Beyrouth, Liban) est une actrice libanaise, metteur en scène et poète. Elle est une actrice connue dans le monde arabe pour son talent à jouer des rôles divers dans différentes langues et différents pays. Elle a travaillé pour le cinéma, la télévision et le théâtre depuis 1998.

## Biographie
Darine Hamzé est le deuxième enfant d'un père ingénieur en aéronautique et d'une mère - femme au foyer- décoratrice d'intérieur, dans les montagnes de Souk El Gharb, au Liban. Durant son enfance, à cause de la guerre civile, Darine a fait face à de constants déplacements, changements d’écoles, entre Souk El Gharb, Beyrouth et la France. De 8 et 13 ans elle est envoyée, avec ses deux frères, dans un internat britannique de l'ISC à Bath en Angleterre.
Pendant son séjour en Angleterre, Darine découvre le théâtre de Shakespeare et son admiration pour le Spectacle vivant. Évidemment, sa première apparition sur une scène  eu lieu à Bath où elle participe à toutes les pièces de théâtre de l’école. En 1996, Darine Hamze est admise à l'Académie des Beaux-Arts de l'université libanaise, département de théâtre. En 1997 elle joue son premier rôle au Liban dans Alraghif réalisé  par Talal Dirjani. L'année suivante est une année très chargée. Darine commence par un rôle dans la pièce de théâtre Border Cana de Mashhour Mostapha. Elle devient aussi la chanteuse actrice principale du très renommé "Lebanese Puppet Theatre » (théâtre libanaise de marionnettes) groupe dirigé par Karim Dakroub. Parallèlement elle  participe à des festivals de marionnettes et des ateliers internationaux dont il résultera beaucoup de voyages dans la plupart des capitales d'Europe. En outre, au cours de cette même année, elle joue son premier rôle principal dans une série télévisée libanaise  appelée Talbeen Alkourob diffusée sur LBCI.
Ensuite en 1999, elle obtint son BA de la scène (actrice / metteuse en scène). Cette même année, Darine remporte le premier prix pour son film de diplôme «Flat, Pale, White Hands » (plat, pâle, mains blanches) au Prix d'excellence académique de Future TV. Cet événement l'a aidée à découvrir combien elle aime le cinéma, et à partir de ce moment elle est convaincue que sa carrière passerait par le grand écran.

## Carrière
Sa passion pour le cinéma augmentant, elle joue le rôle principal du film Her Absurdity (Son Absurdité) de Chadi Zein en l'an 2000. Cette même année, elle  continue sa carrière théâtrale en jouant dans la pièce THE (Le) par Sam Bardawil. En  2001, Darine se rend à Londres pour publier son livre de poésie Blink 7 am  au Royaume-Uni, en collaboration avec le peintre / illustrateur, Rafic Majzoub. En 2002, Darine se rend à New York où elle  participe à des classes de réalisation de films à l'université Columbia. Elle y joue dans un court-métrage d'étudiants The Park (Le Parc), réalisé par Nadine Khouri.
En 2003, elle obtient une bourse de Master du British Council et s'inscrit à un MA de l'université de Westminster. Pendant ces deux années à Londres elle monte deux expositions  vidéos : I  Axis au  Galerie 291 et Flesh Exits à la galerie Lennox. Là-bas, elle a pu améliorer ses qualifications en direction et en édition et a créé un nouveau court-métrage expérimental « Skin Plasticity  (Plasticité de peau). Elle a aussi voyagé en Irlande et a travaillé comme assistante de direction dans le court métrage 16mm Killing the Afternoon dirigé par Margaret Corkery.
En 2005, Darine  retourne à Beyrouth et a commence à donner des cours de théâtre, d'édition et des arts médiatiques dans plusieurs universités. Elle a également travaillé comme directrice / rédactrice en deux épisodes critiques de cinéma dans le programme Al-Adasa Al-Arabia, pour Al Jazeera TV.
En 2006, Darine  accepta le rôle de Aayda, dans la série télévisée libanaise Hkeyit Aayda - histoire Aayda pour LBCI. Cette même année, elle a participé avec son idole  Fairuz, en tant qu'actrice dans une composition chorale musicale de Fairuz Sah Alnom, au Festival international de Baalbeck.
Dès lors, Darine se concentre sur le métier d'actrice. Ainsi elle consacre 2007 à jouer deux rôles principaux dans deux productions du cinéma iranien filmé au Liban : La Dernière Chanson de Sinbad, réalisé par Arash Moayenian, et Renaissance, réalisé par Abbas Rafie ce qui lui  donne la chance d'élargir son expérience d'actrice dans le cinéma iranien. En 2008,  elle joue avec Parviz Parastui, dans le film  intitulé Le Livre de la Loi - Kitab Kanoun, réalisé par  Maziar Miri. Son personnage de Juliette est celui d'une étrangère qui épouse un Iranien et déménage pour vivre avec lui, ce qui critique l'ensemble de la société islamique iranienne. Ce fut pour elle un grand défi d'aller en Iran et d'apprendre par cœur un texte intégral en langue persane qu'elle n'avait jamais entendue parler avant.
Au cours de cette même année, elle  joue avec l'un de ses chanteurs préféré, le célèbre artiste de théâtre Ghassan Saliba dans un vidéo clip Hamil extra Bladi  composé par Oussama Rahbani et réalisé par Joe Abou Eid. Elle a également tenu le rôle principal de « Joumana » dans la série télévisée Mogamarat Jad Wa Nour - Aventures de Jad & Nour pour OTV, dirigé par Fadi Kadouh, ainsi qu'un autre rôle dans la série télévisée de LBCI TV, Shayeh Min Alkowa réalisé par Elie Maalouf.
À la fin de 2008, elle a aussi le rôle principal dans le film Cohen Shola - La Perle / Al Louhlouha de Fouad Khoury. Le film traite de l'histoire des événements de la vie réelle de l'espion juif libanais, Shola Cohen, capturé dans les années 1950 durant le règne de président Fouad Chehab. Ce film a été produit par LBCI.
Au début de l’année 2009, elle tourne dans Al-Dawama - The Loop, une série télévisée syrienne dramatique. Elle y tient le  rôle de Nadia Najmi - une femme divorcée de grande classe sophistiquée d’origine franco-syrienne. Al-Dawama a été écrit par Aadwan Mamdouh et réalisé par Alouthana Sobh. L'intrigue, au temps des révolutions et du siège politique de la Syrie à la fin des années 1940-1950, illustre une belle histoire d’amour qui se termine de façon spectaculaire et dramatique. Dans la même année, Darine a été une guest star dans le film iranien, Chasseur de  samedi par le réalisateur Parviz Tadi Sheikh et nommé au Festival du film de Fajr.
En 2010, elle a  le rôle principal dans Selim w Distit Harim, une comédie Séries TV pour MBC) avec des acteurs de l'Égypte, le Koweït, la Syrie et le Liban. Également, ces prochains mois, elle va apparaître comme guest star dans la série télévisée Hawamir Alsahraa pour Rotana Khalijiya..
Actuellement Darine Hamze se prépare pour un nouveau projet de film libano-français qui sera tourné cet automne au Liban.

## Filmographie
- 1998 - Talbeen El Orb - (Series TV- Lebanese Broadcasting Corporation|LBCI)
- 1999 - Flat, Pale, White Hands - (court-métrage – Université Libanaise *Comme directrice)
- 2000 - Her Absurdity - (court-métrage – Université Libanaise)
- 2002 - The Park - (court-métrage – Université Columbia, NY)
- 2003 - I-Axis - (court-métrage – Université de Westminster, UK * Comme directrice)
- 2004 - Skin Plasticity - (court-métrage – Université de Westminster, UK * Comme directrice)
- 2006 - Hkeyit Aayda - (série TV - LBCI)
- 2006 - Alaadasa Alarabia - (documentaire- Al-Jazeera * Comme directrice)
- 2007 - 911 - (Series TV - LBC SAT)
- 2007 - Last Song of Sinbad - (film Iranien - fiction- HD)
- 2008 - Rebirth - (film Iranien - fiction- HD)
- 2008 - Hamil Outer Bladi - (Music Video- 35mm)
- 2008 - Shola Cohen, The Pearl - ((Film- fiction/biographie- HD)
- 2008 - Drabzin - (court-métrage – Université de Notre Dame - Louaiz])
- 2009 - Adventures of Jad & Nour - (Series TV- OTV)
- 2009 - Shayeh Min Alqouwa - (Series TV- LBCI)
- 2009 - Al-Dawama - (Series TV- télévision syrienne) -
- 2009 - The Book of Law - (long-métrage iranien- fiction- 35mm)
- 2009 - Majnouni - (court-métrage - Université Saint-Joseph)
- 2010 - Aala El-aahed - (série TV- New TV)
- 2010 - Saturday's Hunter - (long-métrage iranien - fiction-HD)
- 2010 - Selim w Distit Harim - (série TV- MBC)
- 2010 - South Of Heaven - (film iranien - fiction- 35mm)
- 2011 - Al Ghaliboun - (série TV Libanaise - Al-Manar)
- 2012 : Beyrouth hôtel (Beirut Hotel) de Danielle Arbid (TV)
- 2015 : Halal Love de Assad Fouladkar :